# مارثا ماكدونالد
مارثا ماكدونالد هي اقتصادية كندية، ولدت في 1950.